# Azalea Park
Azalea Park és una concentració de població designada pel cens dels Estats Units a l'estat de Florida. Segons el cens del 2000 tenia 11.073 habitants.

## Demografia
Segons el cens del 2000, Azalea Park tenia 11.073 habitants, 3.981 habitatges, i 2.695 famílies. La densitat de població era de 1.331,9 habitants per km².
Dels 3.981 habitatges en un 33,8% hi vivien nens de menys de 18 anys, en un 45,1% hi vivien parelles casades, en un 16,3% dones solteres, i en un 32,3% no eren unitats familiars. En el 21,6% dels habitatges hi vivien persones soles el 5,8% de les quals corresponia a persones de 65 anys o més que vivien soles. El nombre mitjà de persones vivint en cada habitatge era de 2,77 i el nombre mitjà de persones que vivien en cada família era de 3,26.
Per edats la població es repartia de la següent manera: un 25,8% tenia menys de 18 anys, un 13,5% entre 18 i 24, un 32,8% entre 25 i 44, un 17,6% de 45 a 60 i un 10,3% 65 anys o més.
L'edat mediana era de 31 anys. Per cada 100 dones de 18 o més anys hi havia 94,4 homes.
La renda mediana per habitatge era de 32.841 $ i la renda mediana per família de 40.057 $. Els homes tenien una renda mediana de 26.385 $ mentre que les dones 21.445 $. La renda per capita de la població era de 14.136 $. Entorn del 8,9% de les famílies i l'11,5% de la població estaven per davall del llindar de pobresa.

## Poblacions més properes
El següent diagrama mostra les poblacions més properes.